# Institute for the Study of War
L'Institute for the Study of War (ISW) è un istituto think tank con sede a Washington, fondato nel maggio 2007 da Kimberly Kagan, che fornisce ricerche, studi, analisi e rapporti in ambito militare e in materia di affari esteri.
L'istituto è stato fondato durante le guerre in Iraq e in Afghanistan, finanziato da un gruppo di società e aziende appaltatrici e fornitrici del dipartimento della difesa statunitense. Opera come organizzazione senza scopo di lucro, supportata in parte da General Dynamics, DynCorp, e in precedenza da Raytheon.
L'istituto è stato attivo principalmente nel fornire e produrre studi, ricerche, indagini e rapporti sulla guerra in Siria, sulla guerra in Afghanistan, sulla guerra in Iraq e successivamente sull'invasione russa dell'Ucraina del 2022.